# Uniform m/1806

Uniform m/1806 för manskap vid Södermanlands regemente.

Uniform m/1806 är en uniformsmodell som var i bruk inom den svenska Kungliga armén i början av 1800-talet. Uniformen togs fram för att utveckla och ersätta uniform m/1802, och var snarare en förändring och modernisering av denna. Den ersatte dock inte uniform m/1801 som användes inom främst generalitetet och amiralitetet. Modell 1806 är att av de uniformssystem som brukar hänföras till samlingsbeteckningen modell äldre.

## Utformning
1806 ändrades vissa detaljer i uniformen från modell 1802. Inom det indelta infanteriet skulle väst och byxor vara av grå färg, samt att byxorna fick en blå list längs yttre sömmen. Revärerna togs bort och det blev en knapprad framtill. Livregementets grenadjärbataljon och Livgrenadjärregementet hade dock blå väst samt byxor med röd list längs yttre sömmen.
Skillnaden mellan uniformer för soldater och officerare var att officerarnas uniformer var gjorda av material av högre kvalitet, samt att officerarna även bar en vit armbindel runt vänster överarm. Denna armbindel var ett minne från Gustav III:s oblodiga revolution i augusti 1772 och den blev en del av den svenska officersuniformen till 1809.
Uniformen ersattes med uniform m/1807.

## Förteckning över persedlar

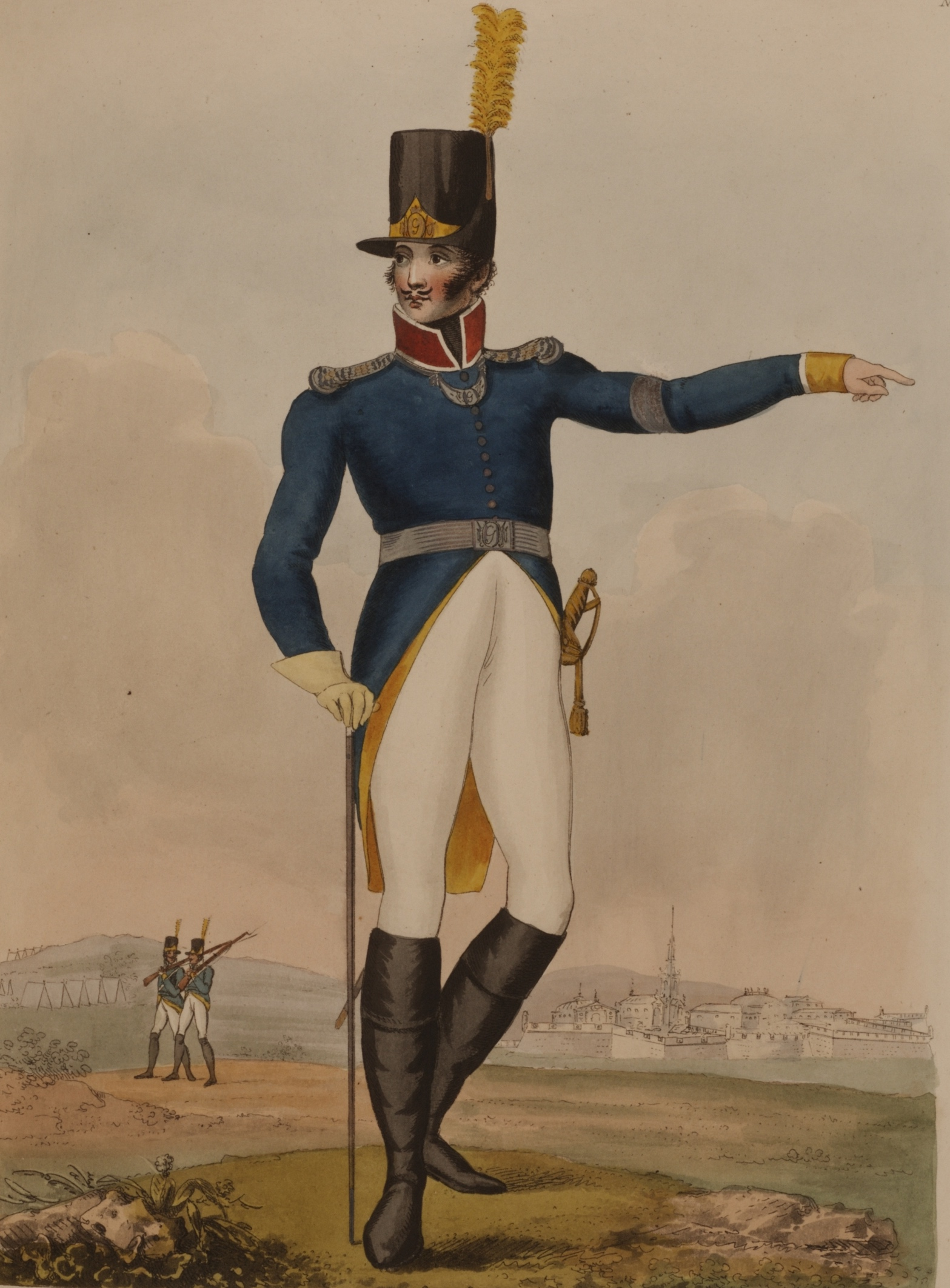
Officersuniform för Konungens eget värvade regemente i modell 1806.

- Frack m/1806
- Jacka m/1806
- Långbyxor m/1806
- Väst m/1806
- Hatt m/1806
- Skärp m/1802Officersuniform för Konungens eget värvade regemente i modell 1806.
- Stibletter m/1802
- Livgehäng m/1802

## Bilder

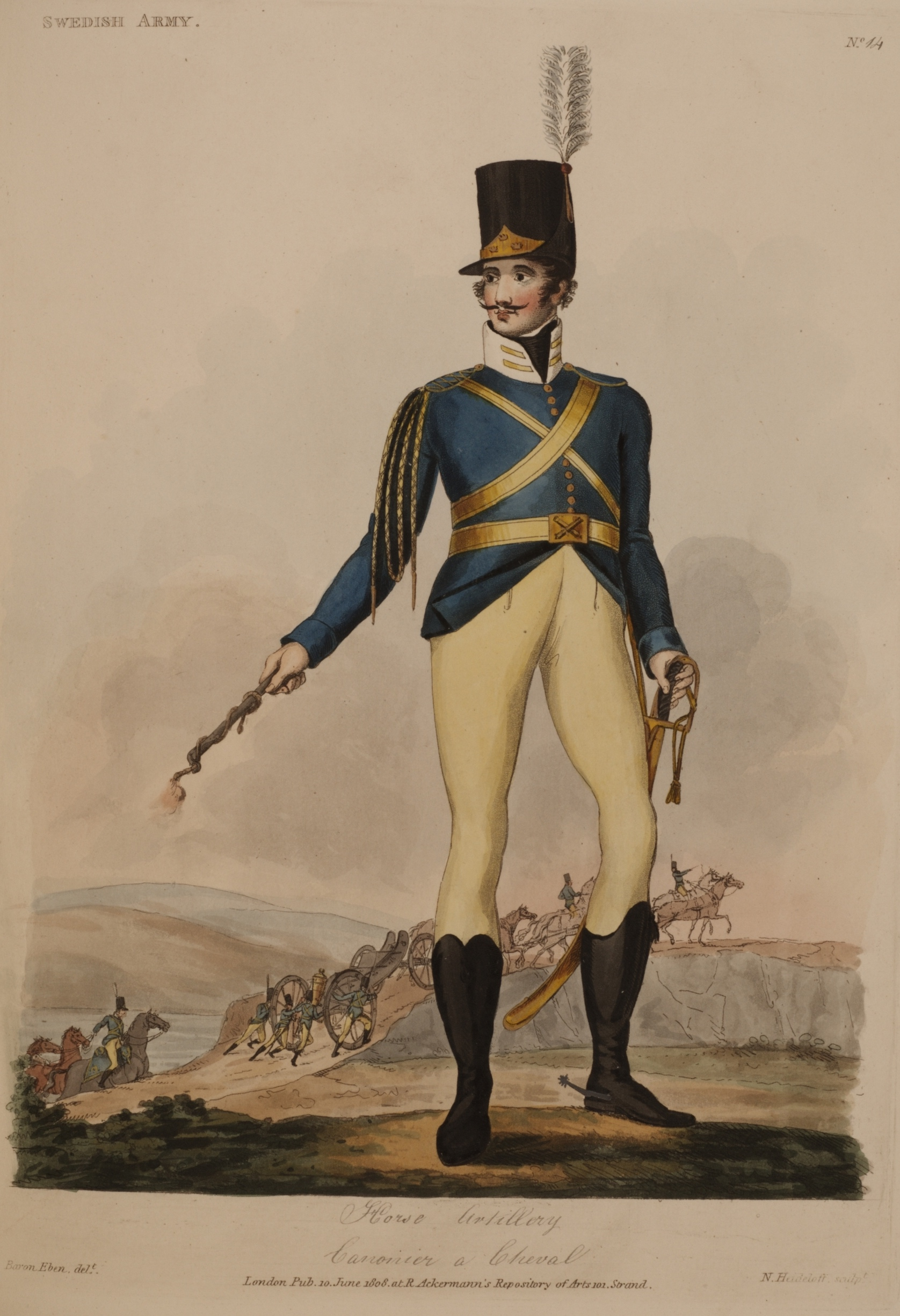
Uniform m/1806 vid det beridna artilleriet vid Wendes artilleriregemente.
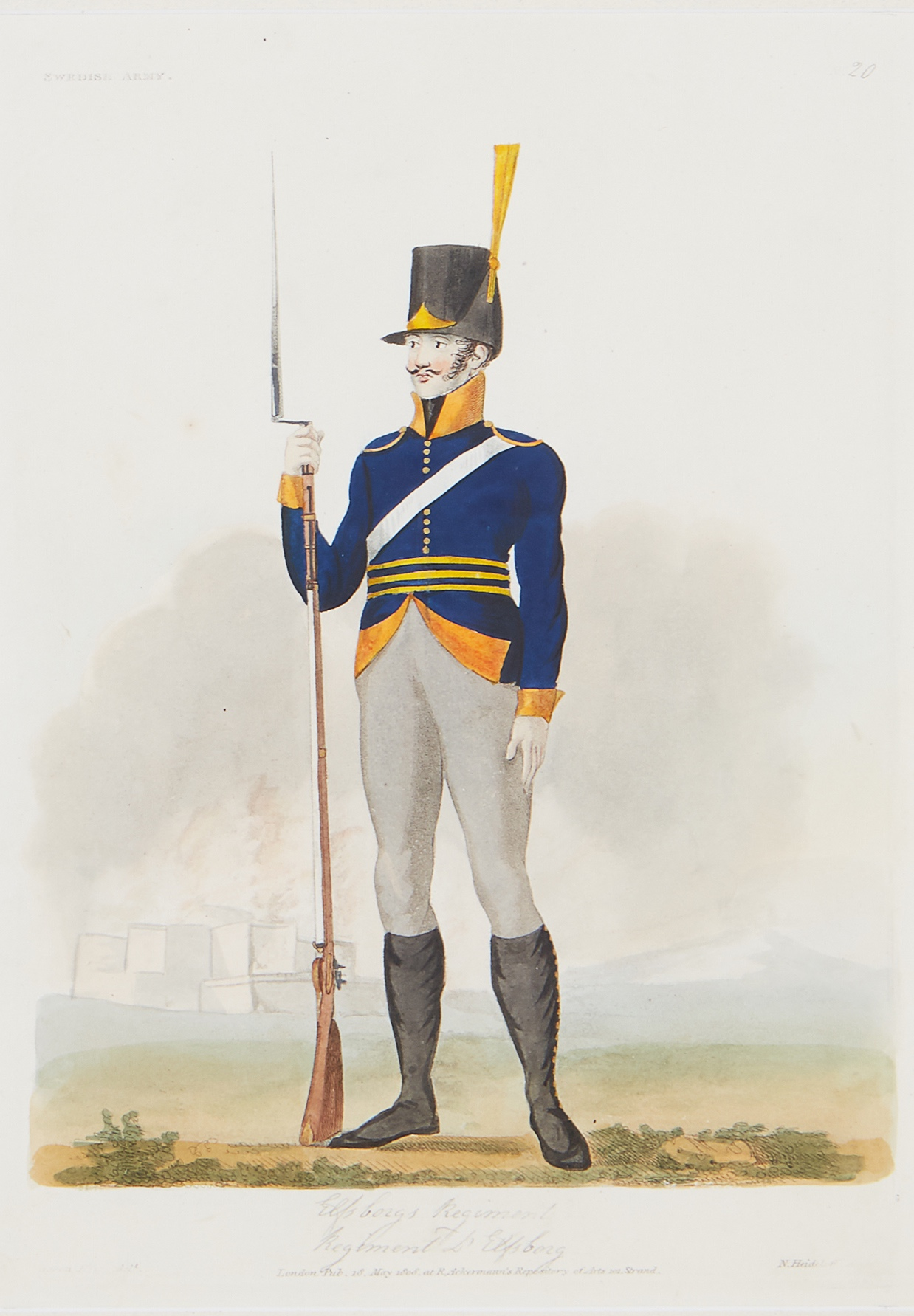
Uniform m/1806 vid Älvsborgs regemente
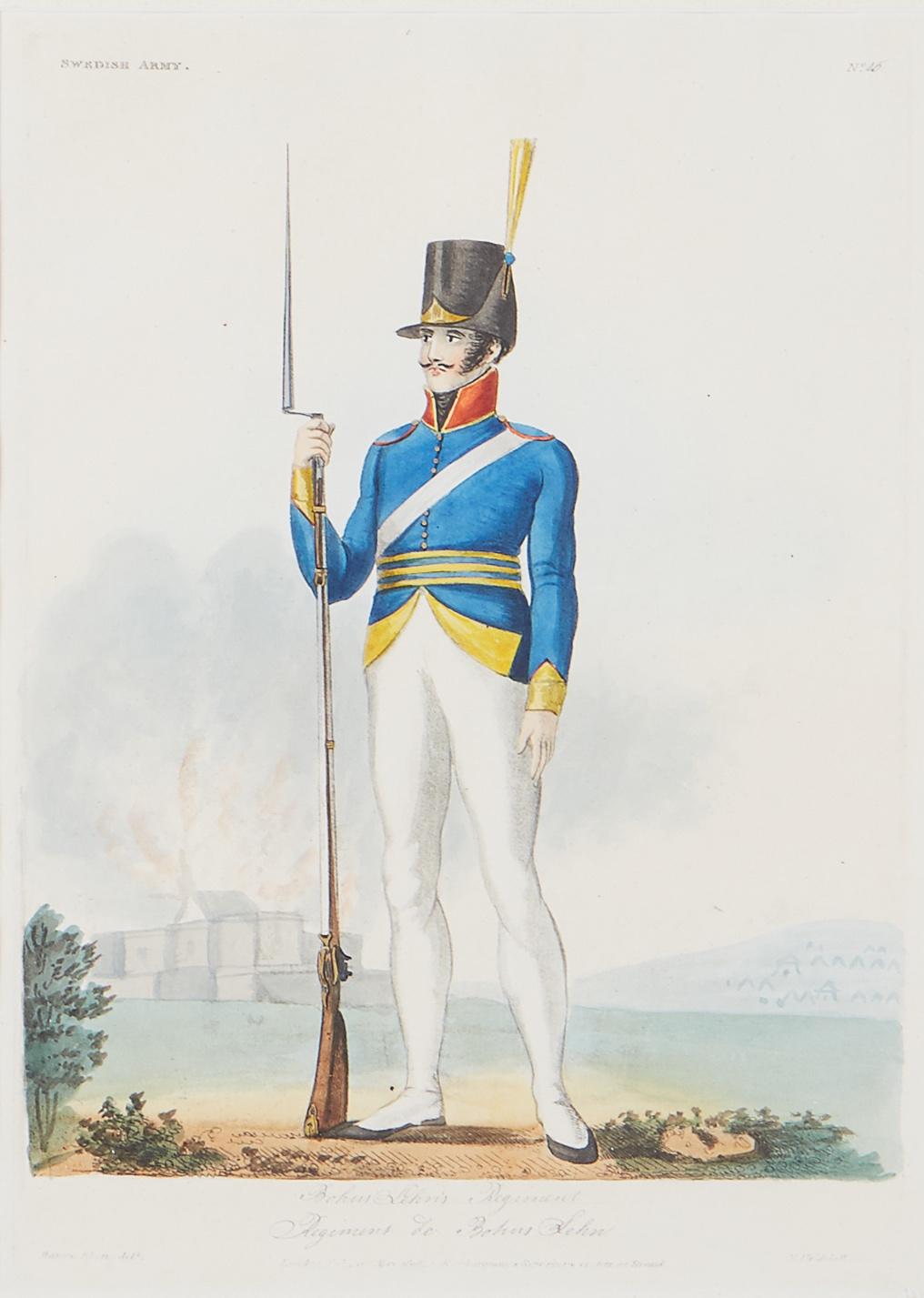
Uniform m/1806 vid Bohusläns regemente
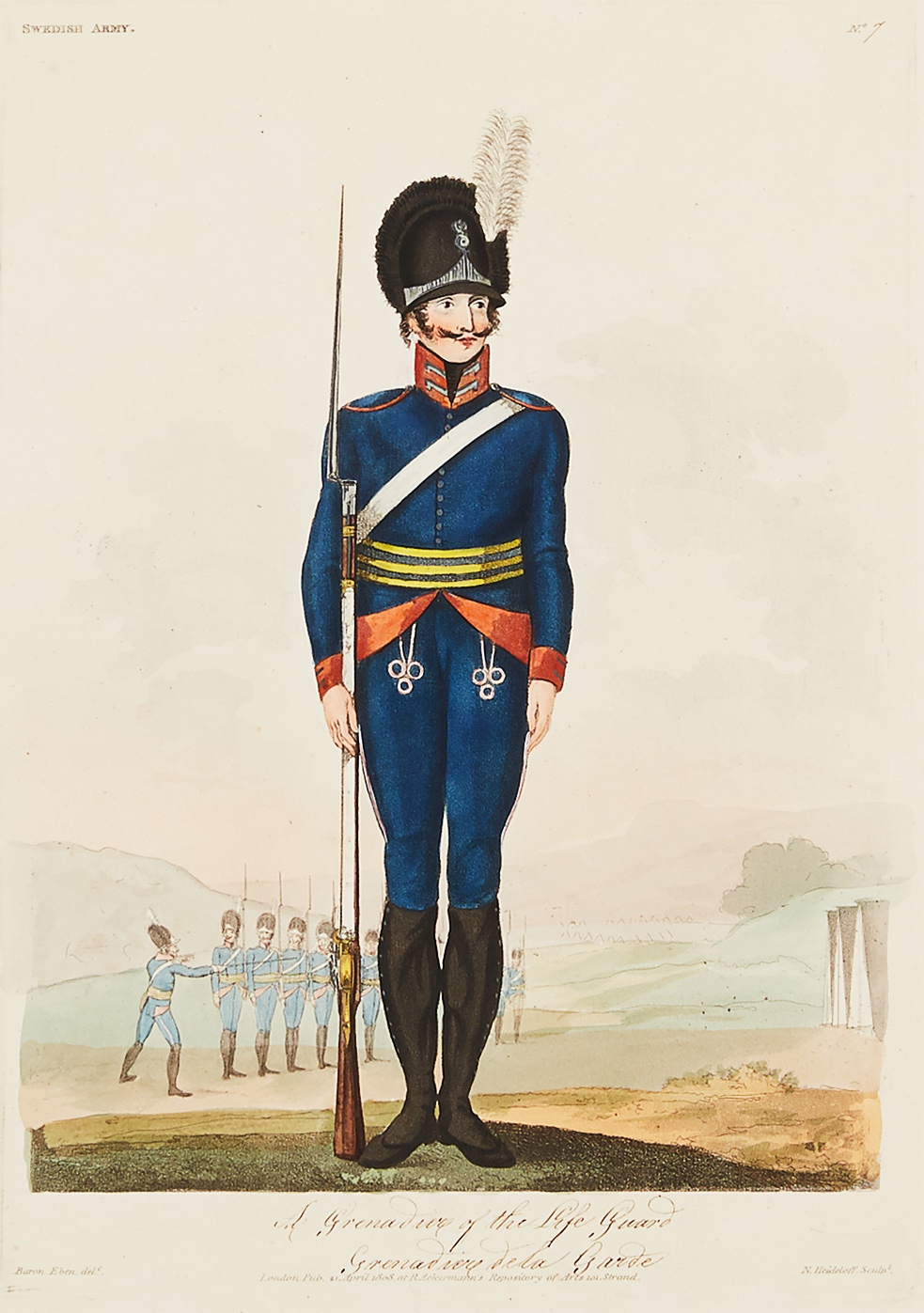
Uniform m/1806 för manskap vid Livgrenadjärregementet.
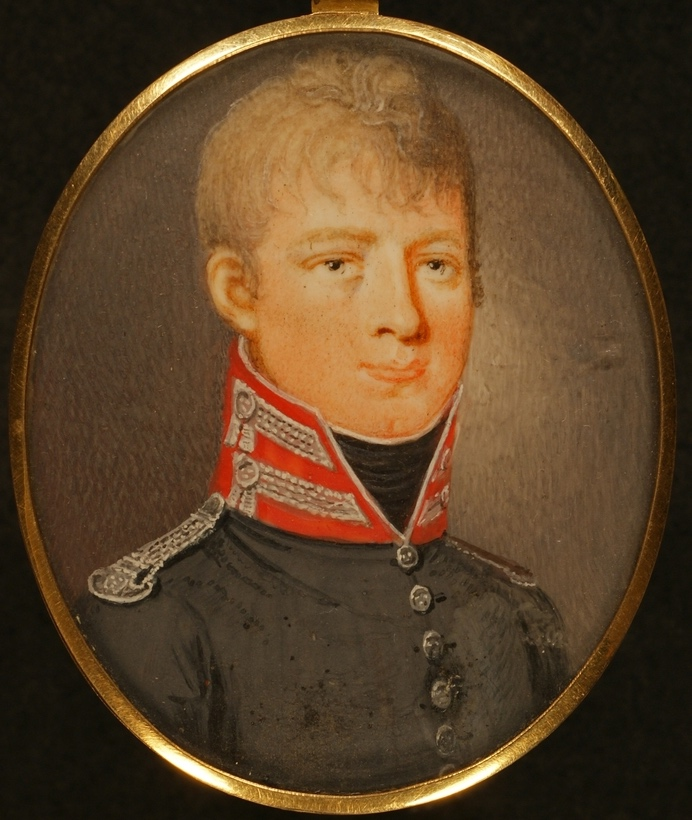
Christian Magnus Ahnström iförd modell 1806 för Livgrenadjärregementet.
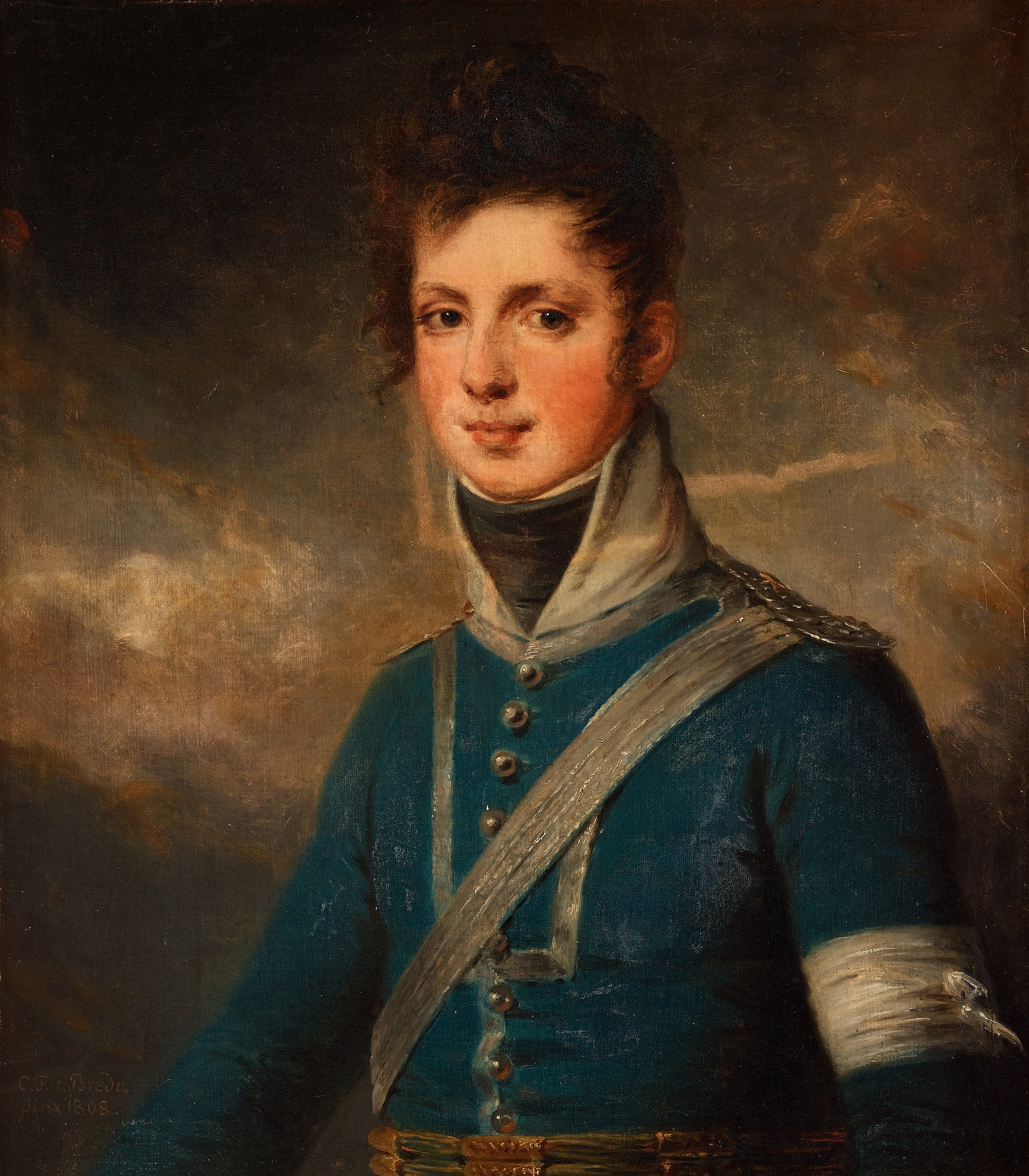
Carl Fredrik Reinhold von Essen som löjtnant i uniform m/1806 för Livgardet till häst.
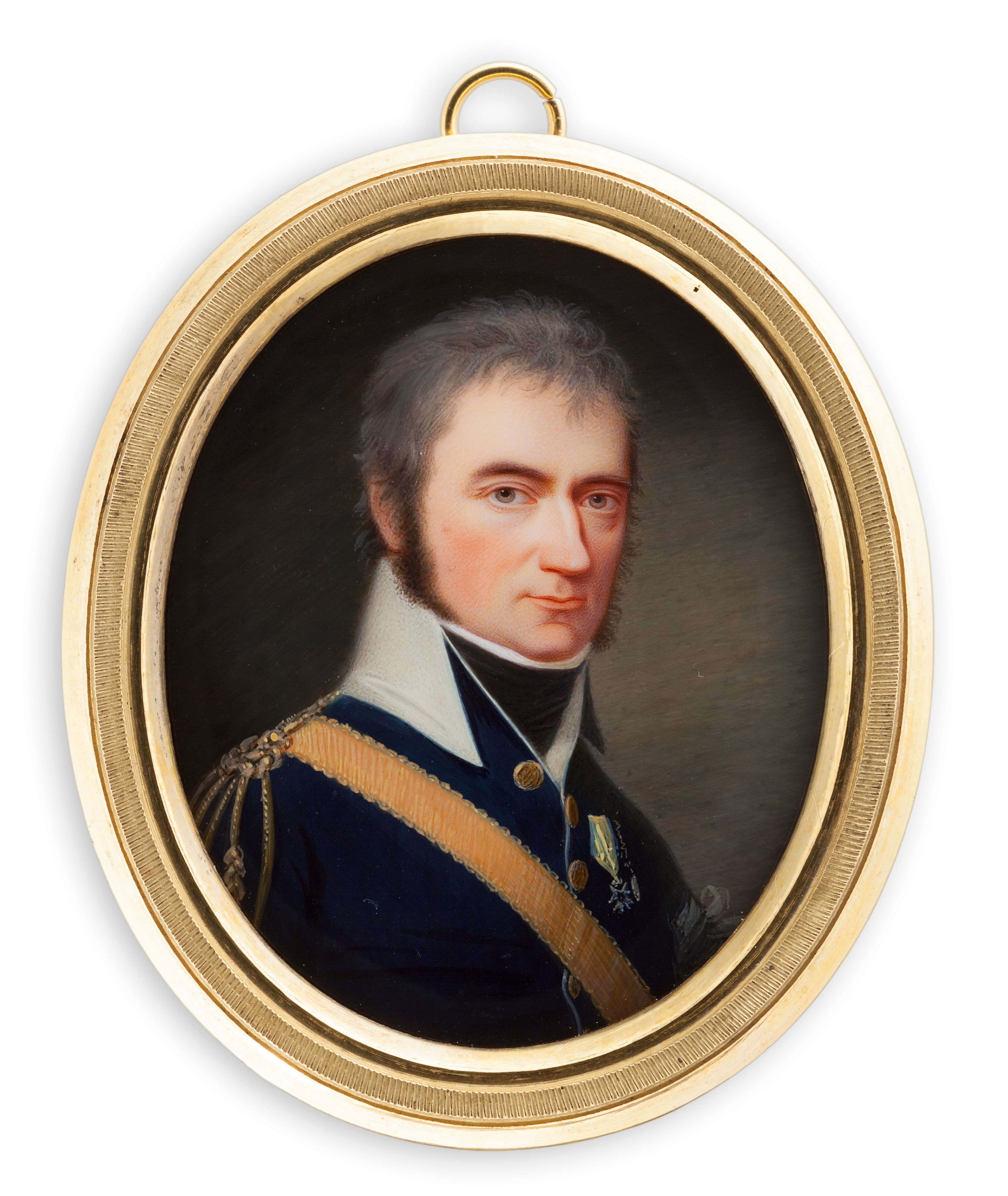
Johan David Silfverstolpe iförd modell 1806 för en major vid Livregementet till häst. På bröstet bär han Svärdsordens riddartecken samt Svensksundsmedaljen. Målning från ca 1806 av Johan Erik Bolinder.
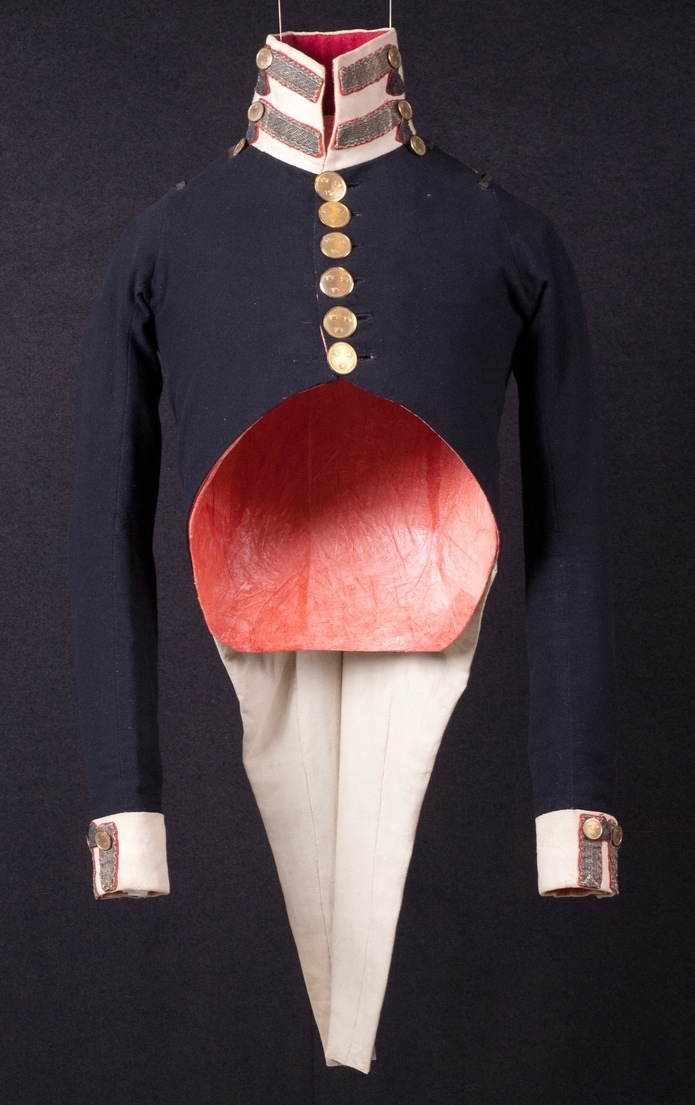
Sixten David Sparres vapenrock, Frack m/1806, som fänrik vid Livregementets grenadjärbataljon år 1806.  Tillhör Armémuseum.

### Webbkällor
”Uniformer vid den svenska armén - 1800-tal”. hhogman.se. 21 juni 2022. http://www.hhogman.se/uniformer_armen_18_infanteriet1.htm. Läst 7 juli 2022.